# Nora Monie
Nora Monie Atim (née le 4 juin 1997) est une athlète camerounaise spécialiste du lancer du disque et du lancer du poids.

## Biographie
Concourant initialement pour les États-Unis, Nora Monie représente le Cameroun à partir de 2017. En 2021 elle lance le disque à 58,05 m lors des Drake Relays de Des Moines. 
Elle obtient la médaille d'argent du lancer du disque aux Championnats d'Afrique d'athlétisme 2022 à Saint-Pierre et la médaille de bronze dans la même discipline aux Jeux de la solidarité islamique à Konya.
En 2023 elle améliore son record au disque en réalisant 58,53 m à Ramona.
Elle obtient la médaille d'or au disque et la médaille d'argent au poids aux Jeux de la Francophonie de 2023.

## Palmarès
| Date | Compétition                     | Lieu         | Résultat | Épreuve          | Temps   |
| ---- | ------------------------------- | ------------ | -------- | ---------------- | ------- |
| 2022 | Championnats d'Afrique          | Saint-Pierre | 2e       | Lancer du disque | 54,44 m |
| 2022 | Jeux de la solidarité islamique | Konya        | 3e       | Lancer du disque | 50,19 m |
| 2023 | Jeux de la Francophonie         | Kinshasa     | 1re      | Lancer du disque | 57,81 m |
| 2023 | Jeux de la Francophonie         | Kinshasa     | 2e       | Lancer du poids  | 14,74 m |
| 2024 | Jeux africains                  | Accra        | 3e       | Lancer du disque | 56,11 m |